# Louis Paulhan

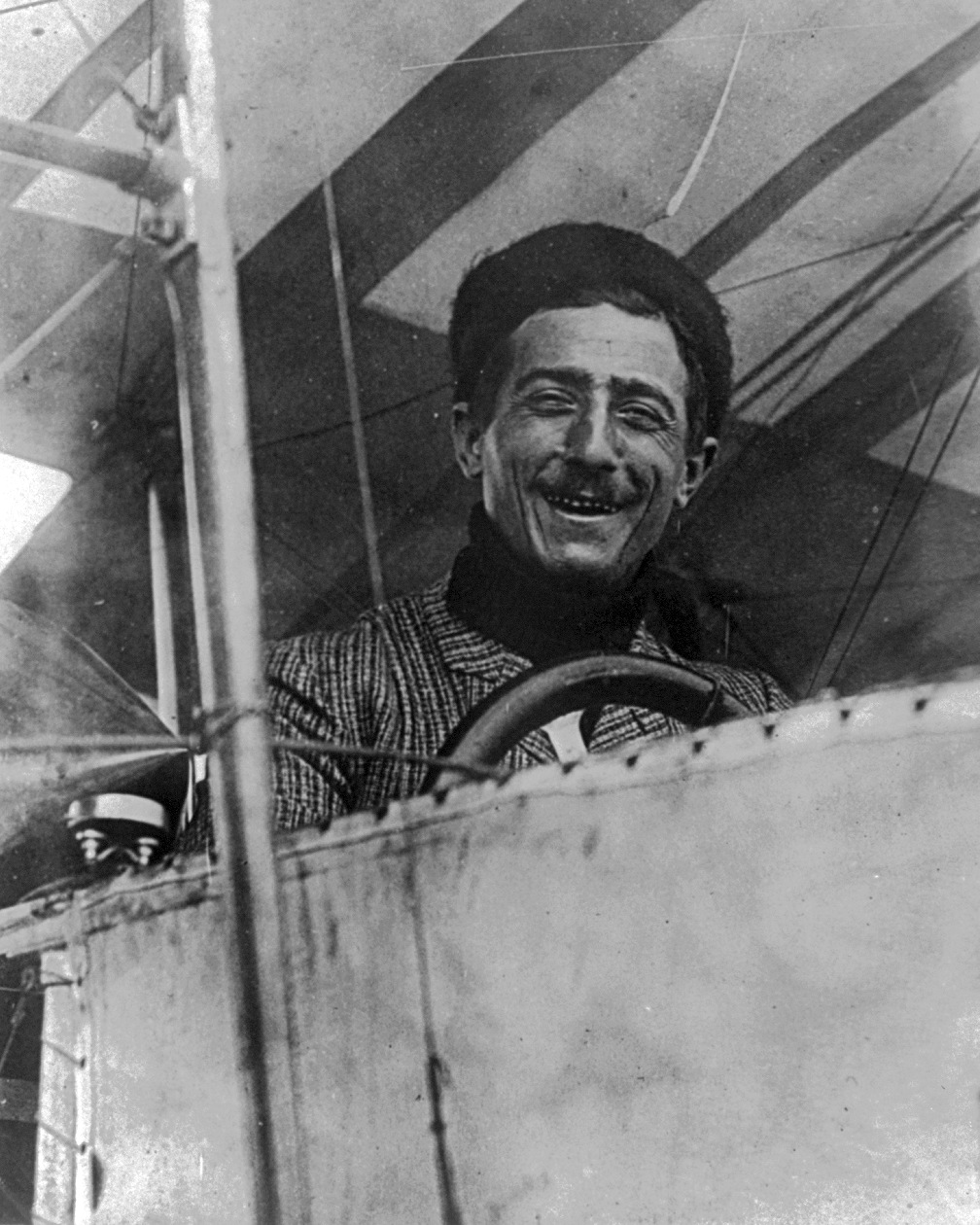
Louis Paulhan in 1909

Isidore Auguste Marie Louis Paulhan, cũng được gọi là Louis Paulhan (tiếng Pháp: [pɔlɑ̃], 19 Tháng 7 năm 1883 - 10 tháng 2 năm 1963), là một phi công Pháp tiên phong. Anh nổi tiếng vì đã giành giải thưởng hàng không Daily Mail cho chuyến bay giữa London và Manchester năm 1910.

## Tiểu sử
Paulhan sinh ra ở Pézenas, Hérault, và sự nghiệp bay nặng hơn của ông bắt đầu bằng việc chế tạo máy bay mô hình. Được đặt tại St Cyr như một phi công bong bóng trong thời gian phục vụ quân đội của ông, năm 1905, ông đã giành được một cuộc thi thiết kế máy bay kiểu mẫu. Sau sự phục vụ quốc gia của mình, ông được hãng sản xuất balô Édouard Surcouf thuê làm kỹ sư, làm việc trong việc xây dựng khu La Ville của Paris và làm nhiều chuyến bay làm thợ máy trong suốt năm 1907. Cùng năm đó ông đã giành được một cuộc thi thiết kế máy bay kiểu mẫu, trong đó giải nhất là xây dựng hoàn chỉnh thiết kế chiến thắng. Thiết kế của ông quá phức tạp nên thay vào đó ông được đưa ra khung máy bay Voisin. Với sự giúp đỡ của gia đình và bạn bè, ông đã có được một động cơ và tự học bay vào năm 1909. Ông được cấp bằng lái số 10 của Pháp. (Tập đầu tiên của 10 giấy phép đã được phát hành theo thứ tự chữ cái của họ).
Ông nhanh chóng trở thành phi công tài năng. Ông đã tham gia nhiều buổi hòa nhạc, bao gồm một lần ở Douai vào tháng 7 năm 1909, nơi ông lập kỷ lục mới về độ cao (150 m) và thời gian (1 giờ 07 m), bao gồm 47 km và Grande Semaine d'Aviation ở Rheims nơi ông bị rơi. Tại Lyon, bay một chiếc Farman III, ông đã phá vỡ ba kỷ lục: chiều cao (920 m), tốc độ (20 km trong 19 phút) và trọng lượng, chở một hành khách nặng 73 kilôgam (161 lb).
Vào ngày 29 tháng 10 năm 1909, Paulhan đã thực hiện chuyến bay chính thức đầu tiên tại Brooklands, Surrey, Anh, trong chiếc máy bay hai cánh của ông do Farman Aviation Works làm. Đây cũng là lần trưng bày hàng không đầu tiên của công chúng tại Brooklands và khoảng 20.000 khán giả đã theo dõi ông bay tới độ cao 720 feet. Báo chí địa phương báo cáo rằng vùng đất bao quanh bởi Đường đua Đua xe Brooklands được chuyển thành sân bay cho sự kiện này bởi một nhóm thanh niên làm việc cả ngày lẫn đêm.

## Touring America

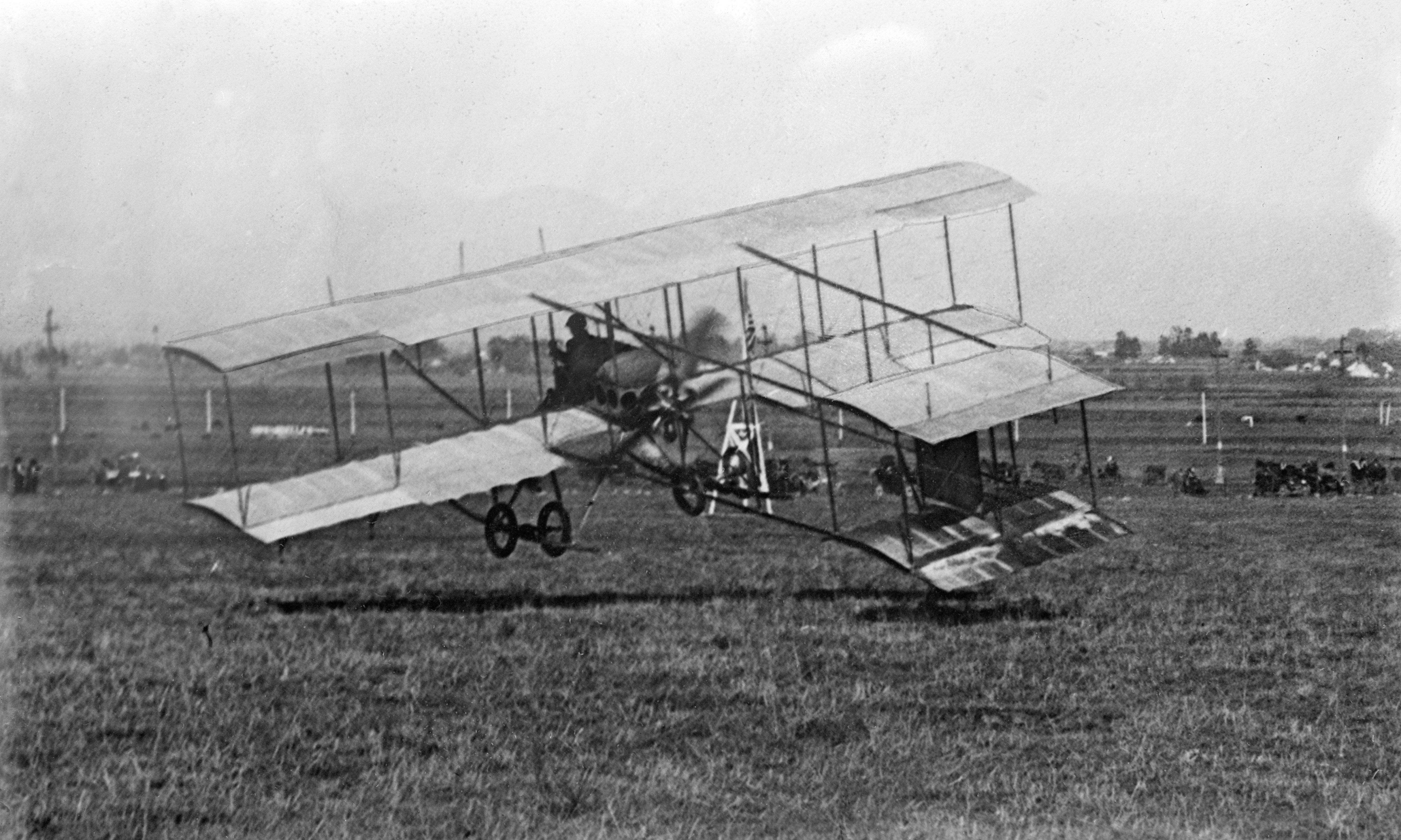
Louis Paulhan khi cất cánh trong một máy bay hai của Farman III tại Cuộc họp Không khí Quốc tế Los Angeles năm 1910 tại Dominguez Field.

Tháng 1 năm 1910, Paulhan được mời đến Mỹ tham dự buổi hòa nhạc và cuộc thi tại Los Angeles International Air Meet. Ông đến với hai chiếc máy bay Blériot và hai chiếc máy bay của Farman. Mặc dù không tham gia vào sự kiện này, anh em Wright đã ở đó với các luật sư của họ để ngăn chặn Paulhan và Glenn Curtiss bay. Wrights tuyên bố rằng các động cơ không trực trên máy bay của họ vi phạm bằng sáng chế. Paulhan đã bay dù sao, giành được tất cả các giải thưởng và $19.000. Ông đã lập kỷ lục cao 4.164 feet (1.269 m), vượt kỷ lục của mình trước đó là 1.900 feet (580 m), và giành giải thưởng bền vững với một chuyến bay kéo dài 1 giờ 49 phút 40 giây. Ông đã cho William Randolph Hearst kinh nghiệm đầu tiên của chuyến bay. Tuy nhiên, ông dường như đã để cho William Boeing hạ bệ, người đã được kích động bởi những phát minh mới của máy bay:

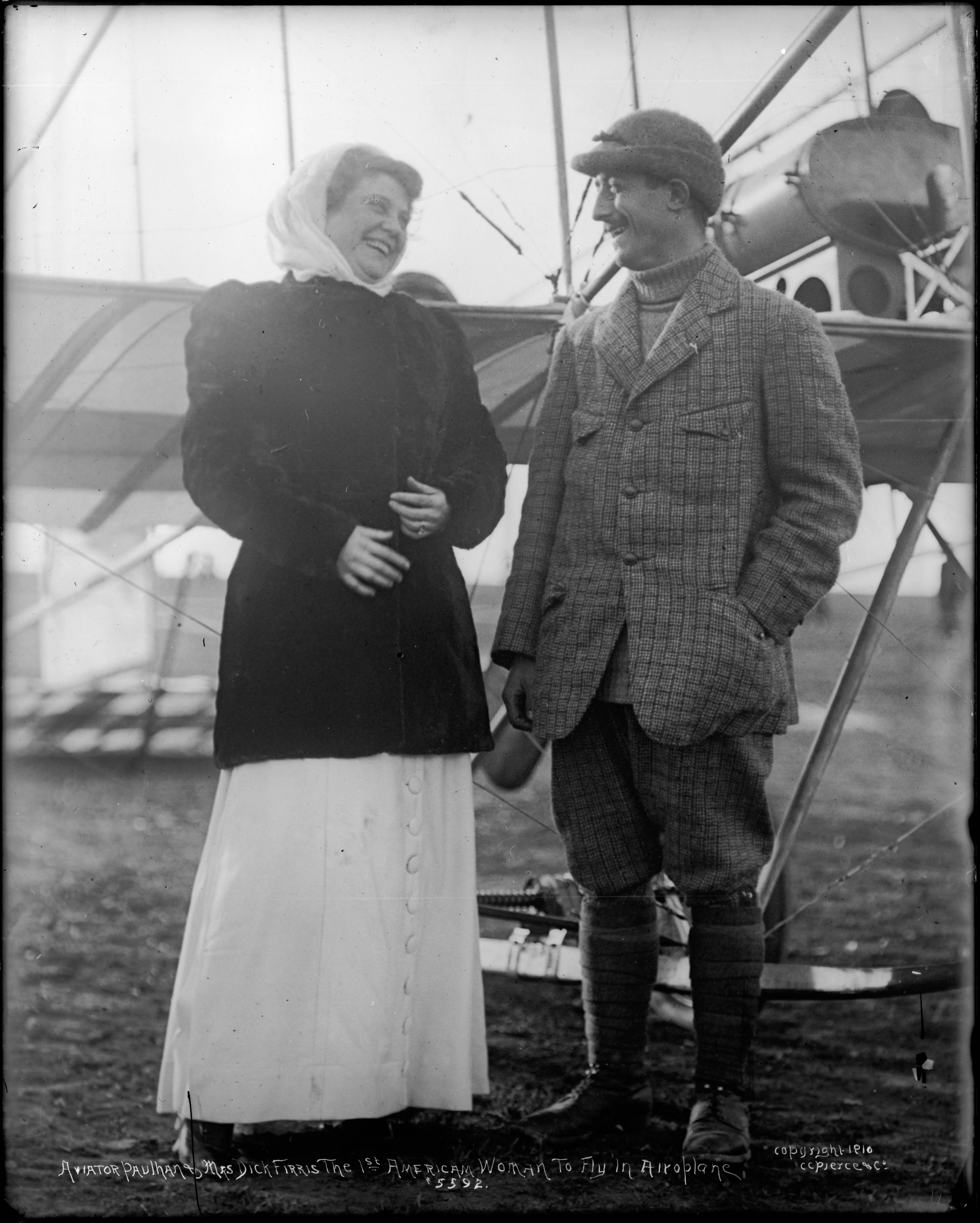
Paulhan và hành khách bà Dick Ferris tại cuộc họp Air Los Angeles

Trong khi tham dự buổi họp mặt Không khí Mỹ đầu tiên ở Los Angeles, Boeing đã yêu cầu gần như mọi phi công đi xe, nhưng không ai nói có ngoại trừ Paulhan. Trong ba ngày Boeing chờ đợi, nhưng vào ngày thứ tư, ông phát hiện ra Paulhan đã rời khỏi cuộc gặp gỡ. Có thể, một trong những cơ hội bị bỏ lỡ lớn nhất trong cuộc đời Paulhan là chuyến đi mà ông không bao giờ cho Boeing. 
Từ Los Angeles, Paulhan chuyển đến triển lãm tại Salt Lake City, Utah, nơi báo Deseret News đã thông báo rằng "Air King đang ở đây để bay." Ông cũng xuất hiện ở New Orleans và thực hiện chuyến bay máy bay đầu tiên ở Texas.
Trường hợp của anh em Wright đã dẫn, vào ngày 17 tháng 2, cho một thẩm phán Liên bang ra lệnh cho Paulhan phải trả 25.000 đô la cho mỗi màn hình có trả tiền. Bực tức, anh hủy chuyến đi Mỹ và đến thành phố New York để thách đấu anh em Wright bằng cách cho các chuyến bay trình diễn công cộng miễn phí. Cuộc tranh cãi đã xảy ra và vào tháng 3 đã đạt được thoả thuận, nhờ đó anh ta có thể tiếp tục triển lãm hàng không trong máy bay hai tầng Farman của mình với điều kiện là anh ta phải trả khoản tiền 6.000 đô la một tuần cho đến khi kết quả của vụ kiện. Vụ án đe doạ hàng không quốc tế dự kiến đáp ứng được tổ chức bởi Aero Club of America, tại đó cuộc thi cho giải thưởng Gordon Bennett Trophy đã được tổ chức. Theo giám đốc Fieldlandt Field, giám đốc của Aero Club of America, tất cả các phi công hàng đầu của nước ngoài đã bảo đảm với ông rằng họ sẽ không xuất hiện trong nước cho đến khi vụ kiện được quyết định. Nếu Paulhan thắng, họ sẽ cạnh tranh; Nếu ông bị mất họ đã "không quan tâm để đặt mình trong thẩm quyền của tòa án Mỹ." Paulhan cuối cùng đã để lại lặng lẽ cho Pháp.
Vụ kiện bằng sáng chế Wrights kéo dài nhiều năm, liên quan đến Curtiss và nhiều phi công và nhà sản xuất khác.

## Trở lại Châu Âu
Trở lại châu Âu, Paulhan tiếp tục sự nghiệp  của mình. Vào tháng 4 năm 1910, ông đã giành giải thưởng 10.000 £ trong cuộc thi lái máy bay từ London đến Manchester.Chuyến bay từ London tới Manchester có khoảng cách 195 dặm (314 km). Giải thưởng này đã được tờ Daily Mail đưa ra năm 1906 cho phi công đầu tiên bay từ London đến Manchester trong vòng 24 giờ. Các chuyến bay đã phải bắt đầu và kết thúc trong vòng năm dặm của văn phòng Daily Mail tại mỗi thành phố, với không quá hai đổ bộ trên đường. Vào năm 1906, điều này dường như là một kỳ công không thể nào làm được - những tờ quảng cáo châu Âu tốt nhất vào thời điểm đó chỉ có thể ở lại trong vài giây. Paulhan đến Manchester 12 giờ sau khi đặt xuất phát từ London, đã dành 4 giờ 12 phút trên trời, với một điểm dừng qua đêm tại Lichfield, 117 dặm tính từ điểm khởi đầu của mình.Ông đánh bại đối thủ Anh, Claude Grahame-White. Có một mảng bám xanh trên một ngôi nhà ở đường Paulhan, Burnage, Manchester, tại vị trí hạ cánh chiến thắng của mình.
Năm 1910, Paulhan là một trong những phi công đầu tiên bay máy bay Hydravion do Henri Fabre thiết kế và giành được giải thưởng 10.000 £ cho hầu hết các chuyến bay trong năm. Ông cũng hướng sự chú ý của mình vào thiết kế máy bay, sản xuất máy bay hai cánh Paulhan cùng với Fabre, đã tạo ra một chiếc máy bay ba cánh lớn và được đưa vào cuộc thử nghiệm máy bay quân sự Pháp năm 1911 cùng Aéro-Torpille kết hợp với Victor Tatin.
Vào tháng 2 năm 1912, ông ta đã mở một trường hàng không trong Villefranche-sur-Mer trước khi chuyển tới Arcachon.

## Chiến tranh thế giới thứ nhất
Trong Thế chiến thứ nhất, Paulhan được huy động như một phi công với cấp trung úy vào ngày 15 tháng 9 năm 1914, hoạt động ở miền bắc nước Pháp gần Amiens. Ông được chuyển tới mặt trận Serbia vào năm 1915, nơi ông không chỉ là người có kinh nghiệm nhất mà còn là phi công lâu đời nhất. Tại Serbia, ông chỉ huy một phi đội gồm 10 máy bay Maurice Farman. Trong chuyến bay, đôi khi ông đi cùng với một tay súng máy hoặc một thợ cơ khí tiến hành sửa chữa trong chuyến bay. Chiến dịch của Serbia không thành công nhưng Paulhan được cho là "medevac" đầu tiên trên thế giới khi ông bay đến bệnh viện Milan Stefanik trầm trọng đến mức an toàn. Được trang trí với croix de guerre, ông trở lại Pháp và không còn nhiệm vụ nữa, nhưng ông  đã trở lại xây dựng, đặc biệt là các tàu vũ khí, cho quân đội Pháp. Sau chiến tranh, ông được phong làm Quan chức của Légion d'honneur.

## Sau năm 1918

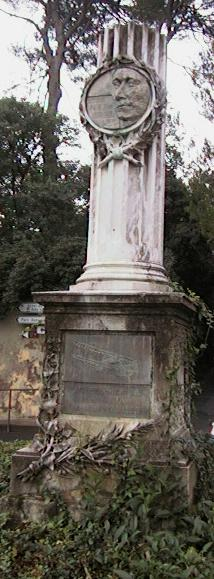
Tượng đài Paulman

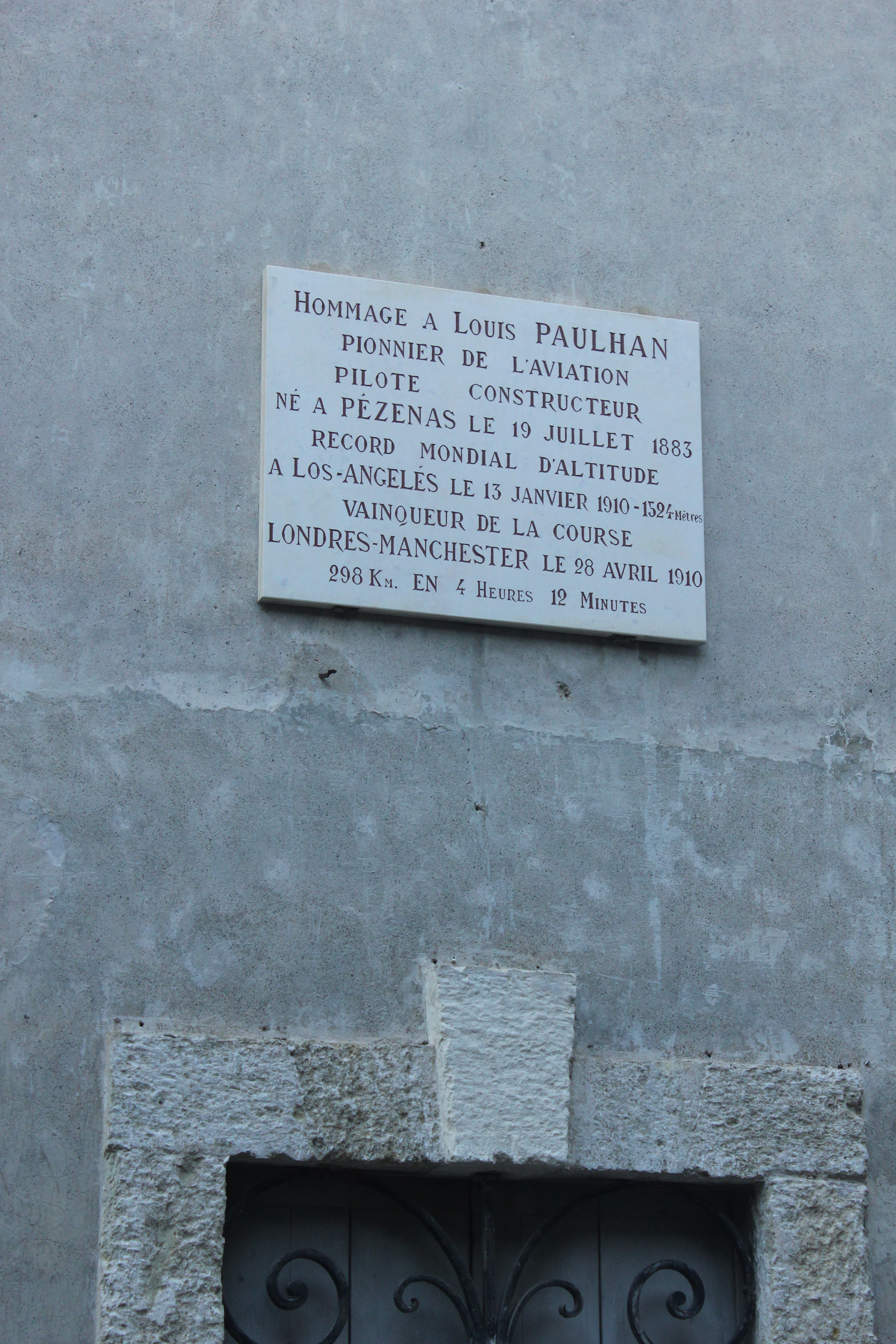
Mảng bám trên Paulhan ở Rue Conti, Pézenas.

Về việc giải phóng, Paulhan đã trở thành một người xây dựng thủy phi cơ, xây dựng các máy móc theo giấy phép của Curtiss. Ông làm việc trong lĩnh vực máy bay với kỹ sư Pillard tại công trình Société Provençale de Constructions Aéronautiques, xây dựng năm 1928 thủy phi cơ kim loại đầu tiên ở Pháp, SPCA Paulhan-Pillard T3. Ông đã rời bỏ công việc vào ngày khi con trai duy nhất của ông, René, qua đời vào ngày 10 tháng 5 năm 1937, khi trình bày máy bay chiến đấu. Ông đã đóng góp cho việc chế tạo máy bay Dewoitine, nhưng đã nghỉ hưu ở Saint-Jean-de-Luz, nơi ông hiếm khi rời khỏi trước khi ông qua đời.
Năm 1927, Paulhan là đồng sáng lập của công ty Société Continentale Parker ở Pháp cùng với Robert Deté, Enea Bossi và Pierre Prier. Mục đích là chuyển giao công nghệ xử lý bề mặt cho ngành công nghiệp hàng không vũ trụ đang phát triển sang châu Âu. Họ bắt đầu bằng giấy phép của Parker Rust-Proof của Detroit (Parkerizing hoặc phosphating) và trong một bước sau với quyền phân phối của Udylite Corp cho các hóa chất đặc biệt trong mạ điện. Các công ty kế nhiệm của công ty, Chemetall GmbH và Coventya GmbH, sau này trở thành những nhà lãnh đạo thị trường châu Âu về xử lý bề mặt. Năm 1960, Air France được Air France mời tham gia chuyến bay đầu tiên từ Paris đến Los Angeles.
Paulhan qua đời ngày 10 tháng 2 năm 1963 tại Saint-Jean-de-Luz. Ông được chôn cất tại thị trấn Pézenas, nơi có tượng đài được dựng lên để tưởng nhớ; Một bức tường mảng bám tại Rue Conti ở Pézenas cũng nhớ lại những thành tựu của ông.